# ستراک اوتیان
ستراک اوتیان (ارمنی: Սեդրակ Օթյան؛  زادهٔ ۱۸۹۸ - درگذشته ۱۹۳۷)  سیاستمدار اهل ارمنستان بود که از تاریخ	مه ۱۹۳۰ تا تاریخ اکتبر ۱۹۳۰ سمت فهرست رئیسان سرویس امنیت ملی ارمنستان را برعهده داشت.

## زندگی‌نامه
در ۱۸۹۸  به دنیا آمد .  وی در ۱۹۳۷ در سن ۳۹ سالگی  درگذشت.